# Бердянський повіт
Бердянський повіт — історична адміністративно-територіальна одиниця Таврійської губернії з центром у місті Бердянськ. Охоплював північно-східну частину губернії. Герб Бердянського повіту був затверджений  у 1844 році і використовувався також як герб Бердянська 

## Підпорядкування
- Утворений 1842 року у складі Таврійської губернії;
- 1923 року повіт ліквідовано відповідно до нового територіального розмежування з утворенням Бердянської округи.

## Склад
Станом на 1886 рік налічував 169 сільських громади, 207 поселень у 23 волостях. Населення — 175923 особи (88534 чоловічої статі та 86387 — жіночої), 30366 дворових господарств.
Розподіл площі та населення за волостями наведено в наступній таблиці:
| №  | Назва                    | Центр          | Насе- лення | Кіль- кість дворів | Площа, дес. | Площа орної землі, дес. | Кільк. поселень (громад) |
| -- | ------------------------ | -------------- | ----------- | ------------------ | ----------- | ----------------------- | ------------------------ |
| 1  | Андріївська              | ?              | 9581        | 1354               | 27661       | 21478                   | 9 (2)                    |
| 2  | Андріїво-Старо-Троянська | ?              | 3628        | 515                | 25286       | 25186                   | 5 (5)                    |
| 3  | Білицька                 | Білицьке       | 4268        | 584                | 12334       | 8758                    | 2 (2)                    |
| 4  | Берестовацька            |                | 8868        | 584                | 12214       | 8638                    | 13 (1)                   |
| 5  | Великотокмацька          | Великий Токмак | 11017       | 584                | 27442       | 23301                   | 2 (2)                    |
| 6  | Вознесенська             | ?              | 6586        | 1029               | 23410       | 14983                   | 5 (5)                    |
| 7  | Гальбштадтська           | ?              | 12053       | 1628               | 53041       | 36356                   | 34 (30)                  |
| 8  | Гвандефельдська          | ?              | 10274       | 1457               | 52632       | 36680                   | 25 (26)                  |
| 9  | Дмитрівська              | Дмитрівка      | 7752        | 1223               | 27536       | 18415                   | 5 (5)                    |
| 10 | Малотокмацька            | ?              | 5947        | 991                | 20961       | 13887                   | 3 (3)                    |
| 11 | Миколаївська             | ?              | 5330        | 990                | 18400       | 16586                   | 10 (1)                   |
| 12 | Нейгофнунгська           | ?              | 2890        | 256                | 9060        | 5826                    | 5 (4)                    |
| 13 | Нововасилівська          | ?              | ?           | 1075               | 31190       | 24201                   | 6 (7)                    |
| 14 | Новоолексіївська         | Новоолексіївка | 9382        | 1423               | 25603       | 17103                   | 10 (11)                  |
| 15 | Ногайська                | Ногайськ       | 2819        | 585                | 2544        | ?                       | 1 (1)                    |
| 16 | Оріхівська               | Оріхів         | 5786        | 812                | 18683       | 14134                   | 3 (3)                    |
| 17 | Петропавлівська          | Петропавлівка  | 11566       | 1513               | 32055       | 21807                   | 7 (8)                    |
| 18 | Покровська               | ?              | ?           | 1092               | 27683       | 15357                   | 7 (8)                    |
| 19 | Попівська                | ?              | ?           | 1044               | 19790       | 14747                   | 6 (2)                    |
| 20 | Преславська              | Преслав-Шеклі  | 1296        | 201                | 8536        | 5040                    | 1 (1)                    |
| 21 | Романівська              | ?              | ?           | 1139               | 58555       | 35135                   | 12 (12)                  |
| 22 | Солодкобалківська        | Ільченкове     | 6502        | 1139               | 34552       | 23385                   | 12 (12)                  |
| 23 | Цареводарівська          | ?              | 10710       | 1681               | 77231       | 43811                   | 18 (18)                  |
| 24 | Чернігівська             | Чернігівка     | 10901       | 1596               | 34552       | 23385                   | 8 (8)                    |

- повітове місто Бердянськ із слободами Дьяконівка, Матроська, Німецька, Солдатська, передмістями Сади, Хомутівка, Собачою балкою, садами за Німецькою слободою, садами на горі.